# دورة حياة (أحياء)

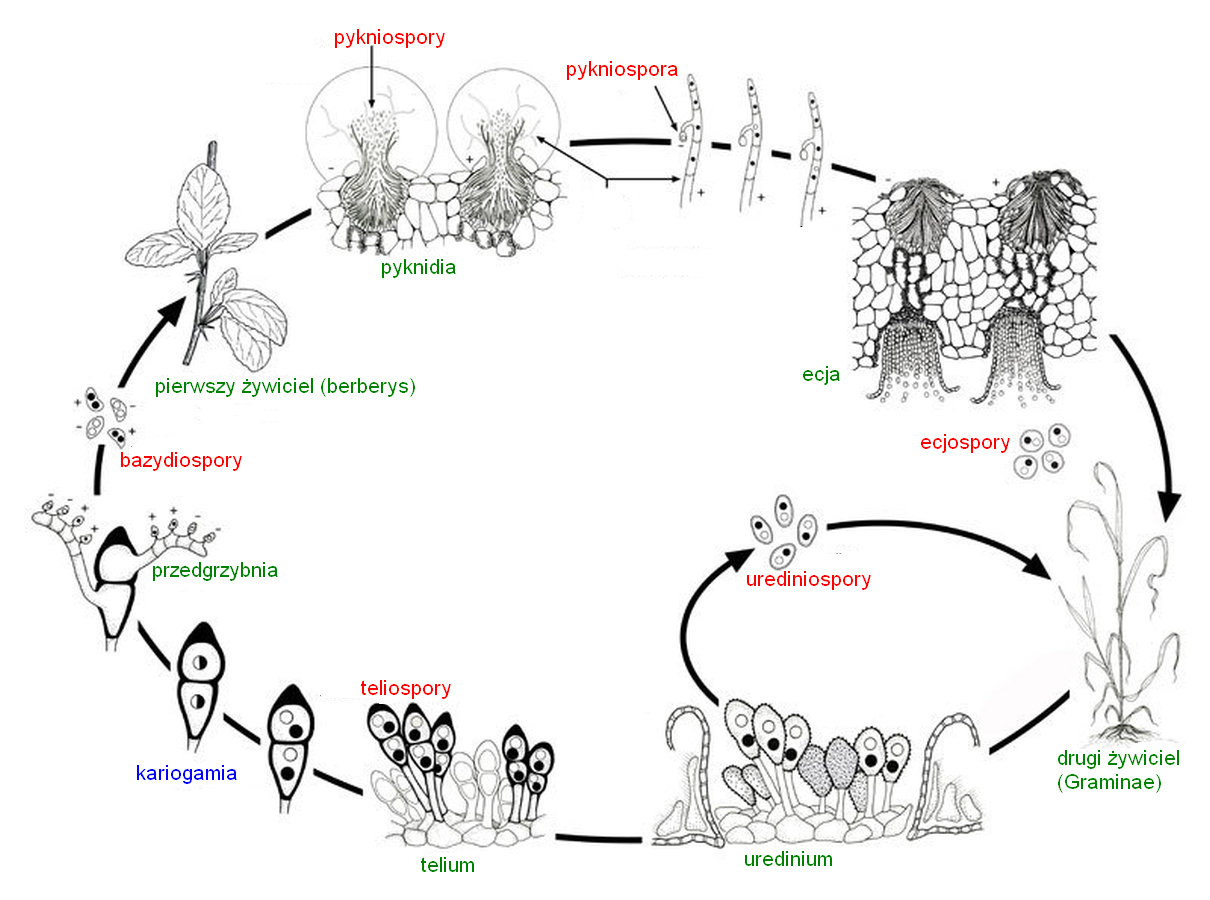

دورة الحياة (بالإنجليزية: life cycle)‏ هي الفترة التي تتخلها حياة جيل وحيد لمتعضية حية تقوم بعملية تكاثر، سواء بطريق التكاثر اللاجنسي أو التكاثر الجنسي. بالنسبة لصيغتها الصبغية ploidy، سنلاحظ ثلاثة أنماط من دورة الحياة:
- دورة حياة «أحادية الصيغة الصبغية» haplontic
- دورة حياة «ثنائية الصيغة الصبغية» diplontic
- دورة حياة «متعددة الصيغة الصبغية» diplobiontic (يمكن أن تكون احادية-ثنائية haplodiplontic أو ثنائية-احادية diplohaplontic أو dibiontic)

هذه الأنماط الثلاثة من دورات الحياة تتناوب عليها أطوار أحادية الصيغة وثنائية الصيغة («ن» أو «2ن»). المتعضية احادية الصيغة الصبغية تصبح ثنائية الصيغة عن طريق عملية التخصيب fertilization، وهي عبارة عن اندماج عرسين من الأعراس gamete. مما ينتج عنه لاقحة أو زيغوت zygote يقوم لاحفا بمرحلة الإنتاش (تشكيل الأعراس) germination ليشكل اعراس جديدة. للعودة لحالة احادية الصيغة يلزم عملية تدعى الانتصاف meiosis أو الانقسام المنصف (انظر انقسام خلوي). تختلف الدورات حسب نواتج عملية الانتصاف وحدوث الانقسام الفتيلي (عملية النمو).